# ماخض الجبال (قصة)
ماخض الجبال (بالإسبانية:Parturient montes) تمثل جزءاً من المجموعة القصصية التآمر عام 1952 لخوان خوسيه أريولا ، وهي تعد العمل الثاني بعد اختراع فاريا عام 1949 ، وهي عبارة عن استعارة واضحة جدا بأن الفن لا يمكن أن يكون شيئاً حقيقياً. أي أن خوسيه أريولا كان واحدا من الذين تخلوا عن الواقعية وممن أجادوا استخدام الرموز والفن الساخر وأدب الفانتازيا.وهذا هو الاتجاه الأدبي الذي كان يفضله خوان خوسيه أريولا. وهذه الرغبة في الابتعاد عن الواقعية هي موازية لرغبة الإنسان في ترجمة تجاربه الشخصية، وبما يشعر وفشله في تحقيق رغباته. وبالمثل نجد في القصة الشكل الساخر من إدعاء أن الجبال سوف تضئ وسوف تلد فأر صغير وبالتالي يأتي التنبؤ بحدوث شى غير متوقع وهو فعلياً لم يحدث. وهذه القصة مأخوذة من المثل العربي القديم والشهير 
 وهذا المثل العربي يعني أن الجبل الكبير يخرج من أحد شقوقه فأر صغير، فكأن الجبل العظيم أنجب هذا الفأر الصغير ! وهذا المثل يُضرب لمن يـُـتوقع منه الكثير لكنه يأتي بالشئ القليل الذي لا يتناسب مع حجمه الحقيقي أو المتوهم وتقال هذه العبارة عند انتظار شيء كبير، وإنجاز عظيم، من شخصٍ أو مؤسسة أو جماعة، ولكن في المقابل لم يخرج منهم شيءٌ مفيد، ولم يكن الإنجاز بقدر الجهد والوقت الذي بذل .